# Soncourt-sur-Marne
 Soncourt-sur-Marne  es una población y comuna francesa, en la región de Champaña-Ardenas, departamento de Alto Marne, en el distrito de Chaumont y cantón de Vignory.

## Demografía
| 373 | 366 | 331 | 336 | 331 | 339 |
| Para los censos de 1962 a 1999 la población legal corresponde a la población sin duplicidades (Fuente: INSEE [Consultar]) |     |     |     |     |     |